# ديفيد فيني
ديفيد فيني (بالإنجليزية: David Feeney)‏ هو نقابي وسياسي أسترالي، ولد في 5 مارس 1970 في أديلايد في أستراليا. حزبياً، نشط في حزب العمال الأسترالي. وقد انتخب عضو مجلس النواب الأسترالي عن دائرة Division of Batman ‏ (7 سبتمبر 2013 – 1 فبراير 2018) وانتخب عضو مجلس الشيوخ الأسترالي ‏ عن دائرة فيكتوريا (1 يوليو 2008 – 12 أغسطس 2013).